# Municipio de Willistown
El municipio de Willistown (en inglés: Willistown Township) es un municipio ubicado en el condado de Chester en el estado estadounidense de Pensilvania. En el año 2000 tenía una población de 10 011 habitantes y una densidad poblacional de 212 personas por km².

## Geografía
El municipio de Willistown se encuentra ubicado en las coordenadas 39°59′00″N 75°28′59″O / 39.98333, -75.48306.

## Demografía
Según la Oficina del Censo en 2000 los ingresos medios por hogar en la localidad eran de $77 555 y los ingresos medios por familia eran de $93 057. Los hombres tenían unos ingresos medios de $62 398 frente a los $39 468 para las mujeres. La renta per cápita de la localidad era de $45 010. Alrededor del 4,0% de la población estaba por debajo del umbral de pobreza.